# Limnofregata
Limnofregata is een geslacht van uitgestorven vogels uit het Vroeg-Eoceen.

## Verwantschap
Vogels uit dit geslacht leken op de huidige fregatvogels, die volledig aangepast zijn aan een leven in het luchtruim boven de zee. De drie soorten Limnofregata waren echter bewoners van het binnenland, en leefden boven zoet water. Hun ontwikkeling begon ruim 50 miljoen jaar geleden.

## Kenmerken
De bouw week niet veel af van die van de huidige fregatvogels. Ze hadden een kortere snavel, die minder sterk gehaakt was, grotere poten en kortere vleugels dan de huidige soorten. Ze konden 30 tot 40 centimeter hoog worden met een spanwijdte van circa 100 tot 120 centimeter. Limnofregata maakte geen gebruik van de thermiek, maar klapwiekte waarschijnlijk met zijn vleugels.

## Leefwijze
De vogels leefde bij zoetwatermeren in het binnenland. Ze vertoonde meer de leefwijze van meeuwen. De vogels streken waarschijnlijk vaker op het wateroppervlak neer om te vissen, terwijl een fregatvogel laag over het water scheert en tijdens de vlucht vis en pijlinktvis van het wateroppervlak oppikt.

## Vondsten
Fossielen van de drie soorten werden gevonden in Wyoming.